# Tina Weymouth
Tina Weymouth (* jako Martina Michèle Weymouth; 22. listopadu 1950, Coronado, Kalifornie, USA)je americká zpěvačka a baskytaristka. V roce 1974 stála u zrodu skupiny Talking Heads. Je také členkou projektu Tom Tom Club, kde hraje i její manžel Chris Frantz, který je rovněž členem skupiny Talking Heads.